# Peter Sullivan (Drehbuchautor)
Peter Sullivan (* 30. November 1976 in Shrewsbury, Massachusetts, Vereinigte Staaten) ist ein US-amerikanischer Drehbuchautor, Filmproduzent und Filmregisseur. Er ist besonders für seine zahlreichen Weihnachtsfilme bekannt.

## Biografie
Sullivan machte seinen Abschluss in Bereich Film und Fernsehen an der Tisch School of the Arts, einer von 15 Fakultäten der New York University. Bereits im frühen Kindesalter wurde bei ihm die Diagnose gestellt, dass sein Gehör schwer geschädigt ist. Mit Hilfe von Hörgeräten lernte er jedoch fließend zu sprechen und zusätzlich von den Lippen abzulesen. Über seinen Film Cucuy: The Boogeyman erzählte er, dass eine der Figuren, die Amelia, ebenso wie er hörgeschädigt sei und er diesen Film gedreht habe, weil er wisse, wie es sich anfühle, ein Handicap zu haben und von anderen gehänselt zu werden. In den Film sei viel von dem eingeflossen, was er erlebt habe.
Sullivans erste Filmarbeit ist der 1999 veröffentlichte Kurzfilm The Good Man’s Sin, bei der er als Autor und Produzent auftrat und auch Regie führte. Ein bekehrter Dieb muss sich darin entscheiden, ob er seinen Sohn, von dem er sich entfremdet hat, bei einem Raubüberfall unterstützt. Sullivan drehte in der Folgezeit sehr viele Filme, die rund um Weihnachten spielen, so beispielsweise Ein Engel für Eve (2004), Ein Hund rettet Weihnachten (2009), Snow White (2011), Christmas Twister (2012) und viele weitere. Im Jahr 2008 wurde er Vizepräsident der Produktionsfirma ARO Entertainment des Produzenten Jeffrey Schenck. 
Bei dem Hallmark-Weihnachtsfilm Folge deinem Polarlicht – Eine Weihnachtsgeschichte von 2014 führte Sullivan Regie, lieferte die Vorlage und trat als Co-Produzent auf. Der Film avancierte zur am besten bewerteten Fernsehsendung in der Geschichte von Hallmark Channel und bekam die zweithöchste Bewertung für einen Kabelfilm. Ein weiterer Weihnachtsfilm von Sullivan datiert aus 2015 und trägt den Titel 12 Gifts of Christmas. Katrina Law, Aaron O’Connell und Donna Mills spielen die Hauptrollen in dieser Geschichte, in der sich zwei Menschen finden, die auf den ersten Blick überhaupt nichts gemeinsam haben. Mein Weihnachtsprinz ist der Titel eines weiteren weihnachtlichen Films von 2017, in dem die von Alexis Knapp gespielte Samantha Logan über Weihnachten zusammen mit ihrem Freund Alexander in ihre Heimat, eine Kleinstadt in Wyoming, zurückkehrt. Dort wird sie mit einer Tatsache konfrontiert, die ihr Leben auf den Kopf stellt.
Für den Horrorfilm The Sandman von 2017 lieferte Sullivan das Drehbuch und führte Regie. Im Film wird ein kleines Mädchen, das über erstaunliche Kräfte verfügt, von Alpträumen geplagt, in denen ein schreckliches Monster namens Sandman erscheint, das die Kleine jedoch dazu bringen kann, jedem, der ihr wehtun will, zu schaden. In dem Netflix-Thriller Secret Obsession von 2019 führte Sullivan Regie und schrieb auch das Drehbuch für den Film. Die von Brenda Song gespielte Jennifer Williams erholt sich nur langsam von einem Trauma, bleibt aber auch dann in Gefahr, als sie in ihr Leben zurückkehren will, an das sie jedoch keine Erinnerung mehr hat. Einer seiner letzten Weihnachtsfilme trägt den Titel A Prince and Pauper Christmas datiert aus 2022 und handelt von einem Bundesagenten, dessen vertraulicher Informant plötzlich verschwindet, woraufhin er in seiner Verzweiflung einen Doppelgänger anheuert.
Neben seiner Filmtätigkeit hat Sullivan auch für die Internetseite Latino Review geschrieben und gemeinsam mit den Comicautoren Stephen Stern und Kenneth Ceballos die Horror-Graphic-Novel Burning Man geschrieben. 

## Filmografie (Auswahl)
- 1999: The Good Man’s Sin (Kurzfilm; Autor, Produzent, Regie)
- 2002: Night Surf (Kurzfilm; Drehbuch, Produzent, Regie)
- 2003: Deep Down – Kein Entkommen (Fernsehfilm; Drehbuch)
- 2004: Ein Engel für Eve (Eve’s Christmas; Fernsehfilm; Vorlage)
- 2005: His and Her Christmas (Fernsehfilm; Vorlage)
- 2006: Trapped! (Fernsehfilm; Vorlage)
- 2007: Flug 507 – Gefangen im Zeitloch (Termination Point; Fernsehfilm; Drehbuch, Vorlage)
- 2008: Christmas Town (Video; betreuender Produzent)
- 2008: A Christmas Proposal (Fernsehfilm; Drehbuch, Vorlage, Co-Produzent)
- 2009: Hydra – The Lost Island (Fernsehfilm; Drehbuch)
- 2009: Encounter with Danger (Fernsehfilm; Vorlage, unterstützender Produzent)
- 2009: Ein Hund rettet Weihnachten (The Dog Who Saved Christmas; Fernsehfilm; Co-Produzent)
- 2009: Woke Up Dead (Miniserie, 22 Folgen; Co-Produzent)
- 2010: Ohne jede Spur (Abandoned; Video; Drehbuch, Vorlage, Co-Produzent)
- 2010: A Nanny for Christmas (Fernsehfilm; Vorlage, Co-Produzent)
- 2010: Ein Hund rettet die Weihnachtsferien (The Dog Who Saved Christmas Vacation; Fernsehfilm; Drehbuch, Vorlage, Co-Produzent)
- 2010, 2011: Everyone Counts (Fernsehserie, 4 Folgen; Regie)
- 2011: Ein Hund rettet Halloween (The Dog Who Saved Halloween; Fernsehfilm; Vorlage, Co-Produzent, Regie)
- 2011: A Christmas Wedding Tail (Fernsehfilm; Drehbuch, Vorlage, Co-Produzent)
- 2011: 12 Wishes of Christmas (Fernsehfilm; Vorlage, Co-Produzent, Regie)
- 2012: Stolen Child (Fernsehfilm; Drehbuch, Co-Produzent)
- 2012: A Christmas Wedding Date (Fernsehfilm; Drehbuch, Vorlage, Co-Produzent)
- 2012: Ein Hund rettet den Weihnachtsurlaub (The Dog Who Saved the Holidays; Fernsehfilm; Vorlage, Co-Produzent)
- 2012: All About Christmas Eve (Fernsehfilm; Vorlage, Co-Produzent, Regie)
- 2012: Christmas Twister (Fernsehfilm; Drehbuch, Regie)
- 2013: Dear Secret Santa (Fernsehfilm; Drehbuch, Co-Produzent, Regie)
- 2013: All I Want for Christmas (Drehbuch und Vorlage, Co-Produzent)
- 2014: Ein Hund rettet Ostern (The Dog Who Saved Easter; Drehbuch, Vorlage, Produzent)
- 2014: Finders Keepers (Fernsehfilm; Drehbuch, Co-Produzent)
- 2014: Christmas in Palm Springs (Vorlage, Co-Produzent)
- 2014: Folge deinem Polarlicht – Eine Weihnachtsgeschichte (Christmas Under Wraps; Fernsehfilm; Vorlage, Co-Produzent, Regie)
- 2014: A Christmas Mystery (Fernsehfilm; Drehbuch, Vorlage, Co-Produzent, Regie)
- 2014: A Perfect Christmas List (Fernsehfilm; Drehbuch, Co-Produzent)
- 2015: Ein Hund rettet den Sommer (Fernsehfilm; The Dog Who Saved Summer; Drehbuch)
- 2015: Kidnapped: The Hannah Anderson Story (Fernsehfilm; Vorlage, Co-Produzent, Regie)
- 2015: Ein Hund rettet den Sommer (Fernsehfilm; The Dog Who Saved Summer; Drehbuch, Vorlage)
- 2015: 12 Gifts of Christmas (Fernsehfilm; Drehbuch, Co-Produzent, Regie)
- 2015: I’m Not Ready for Christmas (Fernsehfilm; Vorlage)
- 2015: A Christmas Reunion (Fernsehfilm; Co-Produzent)
- 2015: Ein Prinz zu Weihnachten (Small Town Prince; Fernsehfilm; Drehbuch, Vorlage, Co-Produzent)
- 2015: The Christmas Gift (Fernsehfilm; Vorlage, Co-Produzent)
- 2015: The Flight Before Christmas (Fernsehfilm; Vorlage, Co-Produzent, Regie)
- 2015: Christmas Land (Fernsehfilm; Co-Produzent)
- 2016: Broadcasting Christmas (Fernsehfilm; Co-Produzent, Regie)
- 2016: A Christmas in Vermont (Fernsehfilm; Vorlage, Co-Produzent)
- 2016: A Husband for Christmas (Fernsehfilm; Vorlage, ausführender Produzent)
- 2016: The Wrong Roommate (Fernsehfilm; Co-Produzent)
- 2016: The Wrong Child (Fernsehfilm; Co-Produzent)
- 2016: The Wrong House (Fernsehfilm; Vorlage, Co-Produzent)
- 2017: The Sandman (Drehbuch, Regie)
- 2017: The Wrong Student (Fernsehfilm; Vorlage, Co-Produzent)
- 2017: The Wrong Neighbor (Fernsehfilm; Vorlage, Co-Produzent)
- 2017: The Wrong Crush (Fernsehfilm; Vorlage, Co-Produzent)
- 2017: Wrapped Up in Christmas (Fernsehfilm; Vorlage, Co-Produzent, Regie)
- 2017: The Ugly Christmas Sweater (Fernsehkurzfilm; Produzent)
- 2017: Delivering Christmas (Fernsehkurzfilm; Produzent)
- 2017: Mein Weihnachtsprinz (My Christmas Prince; Fernsehfilm; Vorlage, Co-Produzent)
- 2017: A Royal Christmas Ball (Fernsehfilm; Vorlage, Co-Produzent)
- 2017: Sharing Christmas (Fernsehfilm; Drehbuch, Vorlage, Co-Produzent, Regie)
- 2017: A Christmas Cruise (Fernsehfilm; Vorlage, Co-Produzent)
- 2017: My Christmas Grandpa (Fernsehkurzfilm; Produzent)
- 2017: The Wrong Man (Fernsehfilm; Vorlage, Co-Produzent)
- 2018: The Wrong Cruise (Fernsehfilm; Vorlage, Co-Produzent)
- 2018: The Wrong Friend (Fernsehfilm; Co-Produzent)
- 2018: The Wrong Teacher (Fernsehfilm; Co-Produzent)
- 2018: A Tale of Two Coreys (Fernsehfilm; Drehbuch, Produzent)
- 2018: Cucuy: The Boogeyman (Drehbuch, Produzent, Regie)
- 2018: My Christmas Inn (Fernsehfilm; Vorlage, Co-Produzent, Regie)
- 2018: Jingle Belle (Fernsehfilm; Co-Produzent, Regie)
- 2018: Secret Obsession (Netflix-Film; Drehbuch, Regie)
- 2018: A Wedding for Christmas (Fernsehfilm; Co-Produzent)
- 2018: Weihnachtsball im Wunderland (Christmas Wonderland; Fernsehfilm; Co-Produzent)
- 2018: Weihnachten auf königliche Art (A Christmas in Royal Fashion; Fernsehfilm; Vorlage, Co-Produzent)
- 2018: Christmas Made to Order (Fernsehfilm; ausführender Produzent)
- 2019: The Secret Lives of Cheerleaders (Fernsehfilm; Vorlage, Co-Produzent, Regie)
- 2019: The Wrong Cheerleader (Fernsehfilm; Vorlage, Co-Produzent)
- 2019: A Christmas Princess (Fernsehfilm; Drehbuch)
- 2019: The Road Home for Christmas (Fernsehfilm; Co-Produzent, Regie)
- 2019: One Fine Christmas (Fernsehfilm; Co-Produzent)
- 2019: Carole’s Christmas (Fernsehfilm; Vorlage, Co-Produzent)
- 2019: Check Inn to Christmas (Fernsehfilm; Co-Produzent)
- 2019: Staging Christmas (Fernsehfilm; Co-Produzent)
- 2019: Baking Christmas (Fernsehfilm; ausführender Produzent)
- 2019: A Christmas Princess (Fernsehfilm; Co-Produzent)
- 2019: Christmas Matchmakers (Fernsehfilm; Co-Produzent)
- 2019: Christmas Hotel (Fernsehfilm; Co-Produzent)
- 2020: The Wrong Housesitter (Fernsehfilm; Vorlage, Co-Produzent)
- 2020: The Wrong Cheerleader Coach (Fernsehfilm; Vorlage)
- 2020: The Wrong Wedding-Planer (Fernsehfilm; Co-Produzent)
- 2020: The Wrong Stepfather (Fernsehfilm; Co-Produzent)
- 2020: The Christmas Edition (Fernsehfilm; Co-Produzent, Regie)
- 2020: A Royal Christmas Engagement (Fernsehfilm; Co-Produzent)
- 2020: Christmas Together (Fernsehfilm; Co-Produzent)
- 2020: A Christmas for Mary (Fernsehfilm; Vorlage, Co-Produzent)
- 2020: Fatal Affair (Netflix-Film; Drehbuch, Regie)
- 2021: The Wrong Mr. Right (Fernsehfilm; Vorlage, Co-Produzent)
- 2021: The Wrong Prince Charming (Fernsehfilm; Vorlage, Co-Produzent)
- 2021: The Wrong Valentine (Fernsehfilm; Vorlage, Co-Produzent)
- 2021: Blending Christmas (Fernsehfilm; Drehbuch, Vorlage, Co-Produzent)
- 2022: A Cozy Christmas Inn (Fernsehfilm; Produzent, Regie)
- 2022: A Royal Christmas on Ice (Fernsehfilm; Vorlage, Produzent)
- 2022: The Case of the Christmas Diamond (Fernsehfilm; Vorlage, Co-Produzent, Regie)
- 2022: The Search for Secret Santa (Fernsehfilm; Co-Produzent)
- 2022: A Prince and Pauper Christmas (Fernsehfilm; Co-Produzent, Regie)
- 2022: Love Accidentally (Regie)
- 2024: The Merry Gentlemen (Fernsehfilm, Regie, Produzent)

## Auszeichnung
Shriekfest 2005
- Gewinner des Festival Preises in der Kategorie „Bester Film/Super-Kurzfilm“ mit und für Into the Maelstrom